# Nationalpark Danau Sentarum
Der Nationalpark Danau Sentarum befindet sich auf der Insel Borneo in der indonesischen Provinz Westkalimantan. Das System von Seen, Sumpf- und Trockenwäldern des Danau Sentarum bildet eines der größten und wichtigsten Süßwasser-Feuchtgebiete Asiens. Das Gewässersystem des Nationalparks ist verbunden mit dem des Kapuas, des längsten Flusses Indonesiens.
In dem Park lebt der vom Aussterben bedrohte Sarawak-Langur, eine Affenart, und rund 250 Arten von Fischen, darunter der Asiatische Gabelbart und die Prachtschmerle.